# Eugênia Sereno
Eugênia Sereno, pseudônimo de Benedita Pereira Rezende Graciotti   (São Bento do Sapucaí, 13 de setembro de 1913 – São Paulo, 3 de maio de 1981) foi uma escritora brasileira do gênero literatura regional.

## Carreira
Pertence à geração de escritoras paulistas da década de 1960, juntamente com Helena Silveira, Dinorah do Vale, Evelina Germani Gomes e Lucília Almeida Prado.
Em 1966, recebeu o Prêmio Jabuti de Literatura por O Pássaro da Escuridão, na categoria Literatura Adulta (autor revelação).